# Албанска споменица
Споменица за верност отаџбини 1915. у народу познатија као Албанска споменица је једностепено државно војно и цивилно одликовање које су стекли сви припадници српске војске који су се повлачили преко Албаније у зиму 1915/1916.

## Установљење
Установљена је 5. априла 1920. године указом престолонаследника принца-регента Александра I Карађорђевића у тада већ новој држави Краљевини Срба, Хрвата и Словенаца. На аверсу се налази леви профил врховног команданта српске војске регента Александра I, а око њега стоји кружни натпис „својим ратним друговима Александар“, око натписа се налази ловоров венац и сребрни двоглави орао са круном, а на реверсу је натпис „за верност отаџбини“. Медаља је ношена о светло зеленој траци са црним пругама уз ивицу. Медаља за спомен је почасно одликовање нижег ранга, али има своју историјску тежину, јер се додељује о годишњицама и јубилејима свим учесницима неког догађаја. Први примерак споменице је прикачен на краљеве груди 17. августа 1921. У јануару 1922. је објављено да су споменице предате преко команди војних округа свим општинама, и да ће се у Београду издавати „одмах” У фебруару је саопштено да се у Београду пријавило пет хиљада грађана, од којих је четири хиљаде примило споменицу а остали су избрисани јер немају права на њу; рок за пријаву је продужен до априла.
Удружење носилаца је основано у децембру 1937.

## Ратне прилике пред повлачење кроз Албанију
После победе српске војске у Колубарској бици, децембра 1914. на српском фронту до почетка јесени 1915. завладало је затишје. Међутим, под командом фелдмаршала Аугуста Макензена, аустроугарска балканска армија и 11. немачка армија од око 500.000 војника, 10 ескадрила авиона и са бројном речном флотилом на Дунаву и Сави, покренуле су 6. октобра 1915. највећу офанзиву на Краљевину Србију. До 15. октобра 1915, упркос крајњем пожртвовању српске војске, аустроугарска балканска војска правцем преко реке Саве и Дрине, и 11. немачка армија преко Дунава заузеле су Београд, Смедерево, Пожаревац и Голубац и створиле шири мостобран јужно од Саве и Дунава, натеравши српске трупе на повлачење према јужној Србији. Тог истог дана, 15. октобра 1915. без објаве рата, две бугарске комплетне армије потиснуле су слабе српске јединице, продрле у долину Јужне Мораве код Врања и до 22. октобра 1915. заузеле Куманово, Штип, Скопље, прекинуле моравско-вардарску комуникацију и онемогућиле повлачење српске војске према грчкој граници и Солуну. Друга половина октобра и почетак новембра протекли су у повлачењу српске војске према југу. Српска војска и избеглице се налазе у безизлазној ситуацији на Косову и Метохији. Пут према Солуну је пресечен. Аустроугарска војска са северозапада, немачка војска са севера и бугарска армија са југа и истока напредују према Косову са јединим циљем да униште српску војску у расулу.
Једини пут Српској војсци и избеглицама према савезницима и јадранској обали водио је преко албанских планина. Српска војска са избеглим народом креће у повлачење преко Албаније и Црне Горе у зиму 1915. под страшном хладноћом, снегом завејаним путевима у општем расулу на температури 25 °C испод нуле. Војску у расулу и избегли народ изморен глађу и хладноћом нападају албански разбојници.

## Галерија
- Албанска споменица из 1920. године (реверс). Припада Народном музеју у Лесковцу.
- Албанска споменица из 1920. године (аверс). Припада Народном музеју у Лесковцу.
- Албанска споменица Манојла Ђуричића која се чува у Историјском архиву у Неготину